# Сент-Андре-д’Эберто
Сент-Андре́-д’Эберто́ (фр. Saint-André-d’Hébertot) — коммуна во Франции, находится в регионе Нижняя Нормандия. Департамент коммуны — Кальвадос. Входит в состав кантона Бланжи-ле-Шато. Округ коммуны — Лизьё.
Код INSEE коммуны — 14555.

## Население
Население коммуны на 2010 год составляло 455 человек.
| 1962 | 1968 | 1975 | 1982 | 1990 | 1999 | 2010 |
| ---- | ---- | ---- | ---- | ---- | ---- | ---- |
| 330  | 301  | 257  | 244  | 292  | 390  | 455  |

## Экономика
В 2010 году среди 315 человек трудоспособного возраста (15—64 лет) 226 были экономически активными, 89 — неактивными (показатель активности — 71,7 %, в 1999 году было 77,0 %). Из 226 активных жителей работали 201 человек (106 мужчин и 95 женщин), безработных было 25 (17 мужчин и 8 женщин). Среди 89 неактивных 23 человека были учениками или студентами, 39 — пенсионерами, 27 были неактивными по другим причинам.